# Ostanes
Ostanes foi um príncipe aquemênida, filho de Dario II e irmão de Artaxerxes II. Seu neto, Dario III, tornou-se rei dos reis após os massacres promovidos pelo eunuco Bagoas, e foi derrotado por Alexandre, o Grande.

## Família

### Ancestrais
Artaxerxes I, filho de Xerxes I e Améstris, só teve um filho legítimo, Xerxes II, filho de Damáspia. Damáspia morreu no mesmo dia que Artaxerxes I. Artaxerxes I teve dezessete filhos ilegítimos, dentre os quais Secidiano (Soguediano), filho da babilônica Alogina, Oco (o futuro rei Dario II) e Arsites pela babilônica Cosmartidene e Bagapeu e Parisátide pela babilônica Andria. Durante o reinado de Artaxerxes I, Oco foi feito sátrapa da Hircânia e casou-se com sua meio-irmã Parisátide.
Dario II e Parisátide tiveram quatro filhos, Artaxerxes II, o mais velho, Ciro, o Jovem, que ganhou este nome em honra de Ciro, o Grande. Ostanes e Oxatres.

### Descendentes
Oco (Artaxerxes III) foi um rei muito cruel, e foi assassinado pelo eunuco Bagoas, por envenenamento. Bagoas colocou como rei seu filho mais novo, Arses (Artaxerxes IV), e matou os irmãos do novo rei, que eram menores de idade, de forma a tornar o rei mais fácil de ser dominado, mas Arses ficou indignado com o comportamento de Bagoas e estava preparado para puní-lo, mas foi morto, com seus filhos, no terceiro ano de seu reinado. Com a extinção da casa real, Bagoas chamou Dario III, que era filho de Arsanes e neto de Ostanes, para ser rei. Bagoas também tentou matar Dario por veneno, mas o plano foi descoberto, e Dario fez Bagoas tomar o veneno que ele havia preparado.